# Viola montagnei
Viola montagnei är en violväxtart som beskrevs av C. Gay. Viola montagnei ingår i släktet violer, och familjen violväxter. Utöver nominatformen finns också underarten V. m. glandulosa.